# Kîtaihorod, Camenița
Kîtaihorod (în ucraineană Китайгород) este localitatea de reședință a comunei Kîtaihorod din raionul Camenița, regiunea Hmelnîțkîi, Ucraina.

## Demografie
Componența lingvistică a localității Kîtaihorod
     Ucraineană (100%)
Conform recensământului din 2001, toată populația localității Kîtaihorod era vorbitoare de ucraineană (100%).